# Kozłowo (powiat świecki)
Kozłowo – wieś w Polsce położona w województwie kujawsko-pomorskim, w powiecie świeckim, w gminie Świecie.
W latach 1975–1998 miejscowość należała administracyjnie do województwa bydgoskiego. Według Narodowego Spisu Powszechnego (III 2011 r.) liczyła 261 mieszkańców. Jest dziesiątą co do wielkości miejscowością gminy Świecie.
Na terenie wsi znajduje się wybudowany w latach 1850–1852 most kolejowy nad rzeką Wdą o długości 109 metrów oraz wysokości 20 metrów, należący do najstarszych i najbardziej okazałych mostów kolejowych w województwie kujawsko-pomorskim. Przypominająca rzymskie akwedukty przeprawa położona jest na linii kolejowej nr 131 między Bydgoszczą a Tczewem.
W czasie budowy mostu, przy pracach ziemnych na lewym brzegu rzeki, odnaleziono meteoryt o masie 21,5 kg. Otrzymał on nazwę Schwetz (niem. Świecie) i został przetransportowany do Berlina, gdzie do dziś (w Muzeum Historii Naturalnej Uniwersytetu Humboldta) znajduje się jego fragment o masie 5,78 kg. Mniejszy odłamek (0,5 kg) znalazł sie w Muzeum Ziemi w Warszawie. W 2010 odsłonięto kamień upamiętniający odnalezienie meteorytu.

## Galeria zdjęć

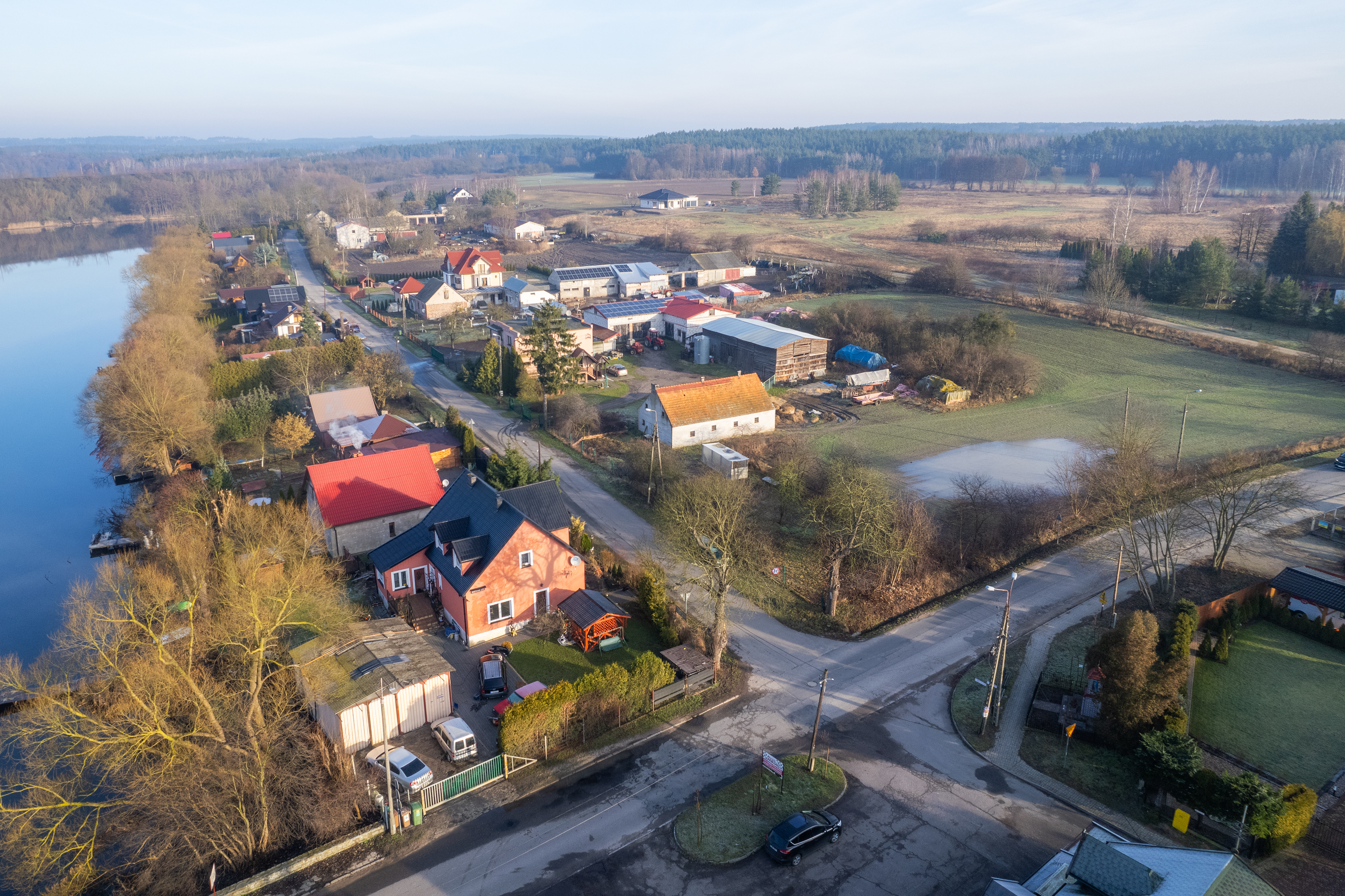
Panorama wsi
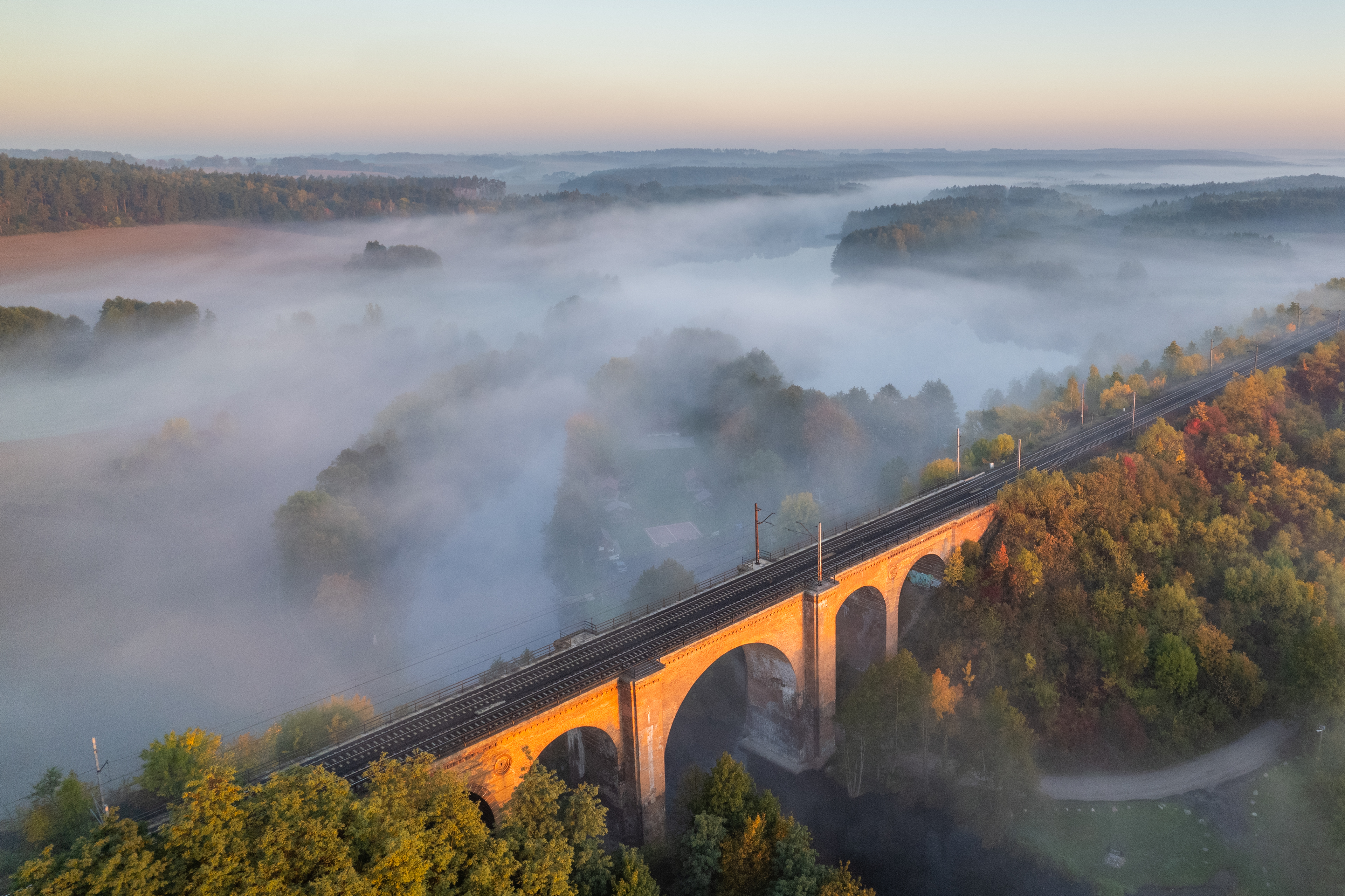
Most kolejowy
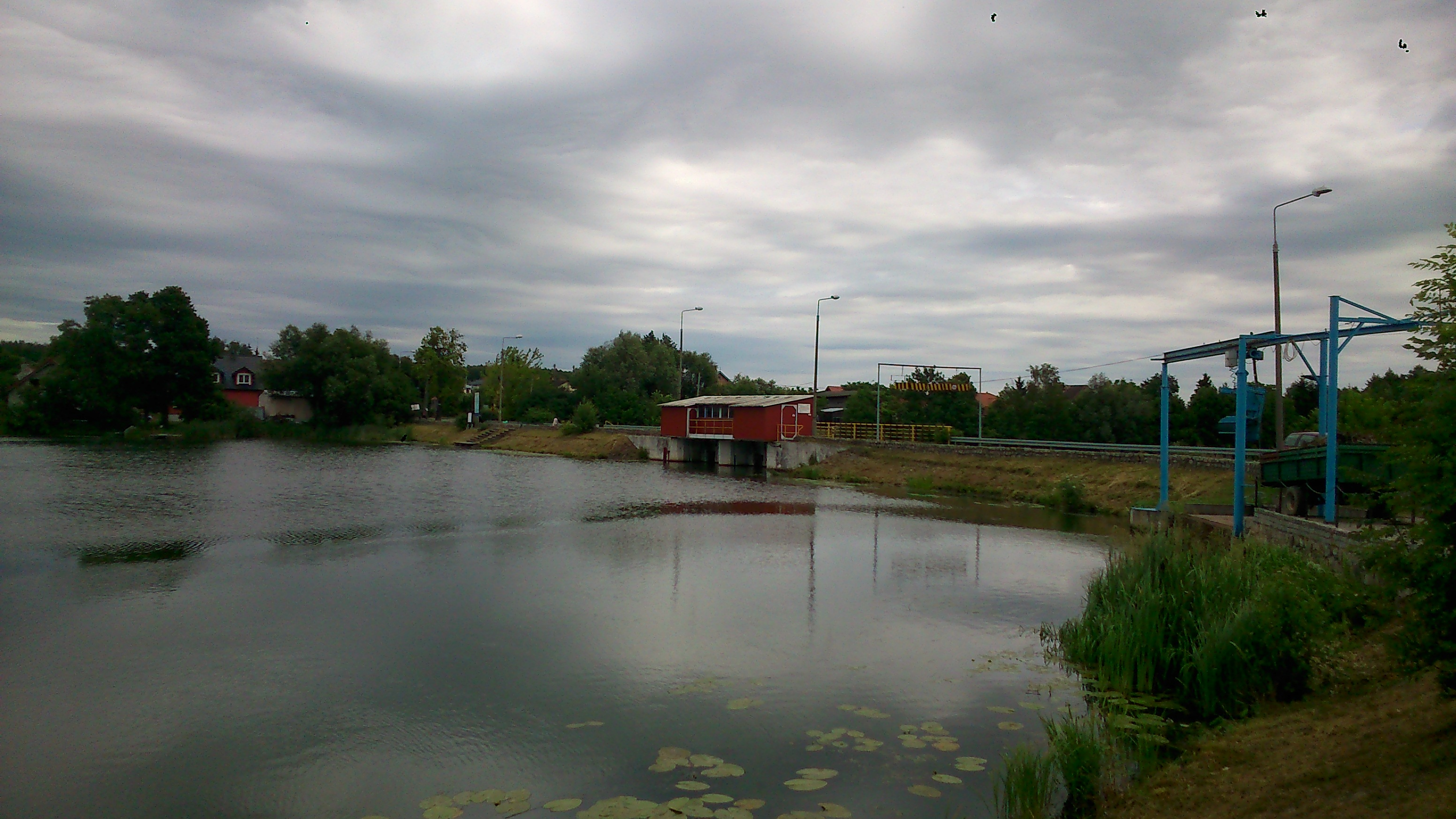
Jaz na rzece Wda